# Шенер Озбайракли
Шенер Озбайракли (тур. Şener Özbayraklı, нар. 23 січня 1990, Борчка) — турецький футболіст, правий фланговий захисник, півзахисник клубу «Істанбул Башакшехір» і національної збірної Туреччини.

## Клубна кар'єра
Народився 23 січня 1990 року. Вихованець юнацьких команд футбольних клубів «Арсінспор» та «Османлиспор».
У дорослому футболі дебютував 2009 року виступами за команду клубу «Кечіоренгюджю», в якій провів один сезон, взявши участь у 14 матчах чемпіонату. 
Своєю грою за цю команду привернув увагу представників тренерського штабу клубу «Бугсашспор», до складу якого приєднався 2010 року. Відіграв за цю нижчолігову команду наступні два сезони своєї ігрової кар'єри. 
2012 року уклав контракт з клубом «Бурсаспор», у складі якого провів наступні три роки своєї кар'єри гравця.  Граючи у складі «Бурсаспора» також здебільшого виходив на поле в основному складі команди.
До складу клубу «Фенербахче» приєднався влітку 2015 року за 1,7 мільйони євро.

## Виступи за збірні
2008 року провів одну гру у складі юнацької збірної Туреччини.
2013 року залучався до складу молодіжної збірної Туреччини. На молодіжному рівні зіграв у 2 офіційних матчах.
2015 року дебютував в офіційних матчах у складі національної збірної Туреччини. У травні 2016 був включений до заявки турецької збірної для участі у фінальній частині чемпіонату Європи у Франції.
| Дата       | Місто      | Господарі  | Результат | Гості                | Турнір                               | Голи | Примітки |
| ---------- | ---------- | ---------- | --------- | -------------------- | ------------------------------------ | ---- | -------- |
| 31-03-2015 | Люксембург | Люксембург | 1 – 2     | Туреччина            | товариський матч                     | -    |          |
| 03-09-2015 | Конья      | Туреччина  | 1 – 1     | Латвія               | Відбір до ЧЄ 2016                    | -    | 58'      |
| 06-09-2015 | Конья      | Туреччина  | 3 – 0     | Нідерланди           | Відбір до ЧЄ 2016                    | -    | 69'      |
| 10-10-2015 | Прага      | Чехія      | 0 – 2     | Туреччина            | Відбір до ЧЄ 2016                    | -    | 50'      |
| 13-10-2015 | Конья      | Туреччина  | 1 – 0     | Ісландія             | Відбір до ЧЄ 2016                    | -    |          |
| 13-11-2015 | Доха       | Катар      | 1 – 2     | Туреччина            | товариський матч                     | -    | 63'      |
| 29-03-2016 | Відень     | Австрія    | 1 – 2     | Туреччина            | товариський матч                     | -    | 46'      |
| 29-05-2016 | Анталія    | Туреччина  | 1 – 0     | Чорногорія           | товариський матч                     | -    |          |
| 31-08-2016 | Анталія    | Туреччина  | 0 – 0     | Росія                | товариський матч                     | -    |          |
| 05-09-2016 | Загреб     | Хорватія   | 1 – 1     | Туреччина            | Відбір до ЧС 2018                    | -    |          |
| 06-10-2016 | Конья      | Туреччина  | 2 – 2     | Україна              | Відбір до ЧС 2018                    | -    |          |
| 09-10-2016 | Рейк'явік  | Ісландія   | 2 – 0     | Туреччина            | Відбір до ЧС 2018                    | -    |          |
| 27-03-2017 | Ескішехір  | Туреччина  | 3 – 1     | Молдова              | товариський матч                     | -    |          |
| 02-09-2017 | Харків     | Україна    | 2 – 0     | Туреччина            | Відбір до ЧС 2018                    | -    |          |
| 28-05-2018 | Стамбул    | Туреччина  | 2 – 1     | Іран                 | товариський матч                     | -    |          |
| 01-06-2018 | Женева     | Туреччина  | 2 – 2     | Туніс                | товариський матч                     | -    |          |
| 05-06-2018 | Москва     | Росія      | 1 – 1     | Туреччина            | товариський матч                     | -    | 90'      |
| 07-09-2018 | Трабзон    | Туреччина  | 1 – 2     | Росія                | Ліга націй УЄФА 2018-2019 - 1-й етап | -    | 39'      |
| 11-10-2018 | Ризе       | Туреччина  | 0 – 0     | Боснія і Герцеговина | товариський матч                     | -    | 86'      |
| Усього     |            | Матчів     | 19        |                      | Голів                                | 0    |          |

## Титули і досягнення
- Володар Суперкубка Туреччини (1):

«Галатасарай»: 2019